# Paramontroseïta
La paramontroseïta és un mineral de la classe dels òxids. Rep el seu nom degut a la seva relació paraòrfica amb la montroseïta.

## Característiques
La paramontroseïta és òxid de vanadi(IV) amb fórmula química VO₂. Cristal·litza en el sistema ortoròmbic.
Segons la classificació de Nickel-Strunz, la paramontroseïta pertany a «04.DB - Metall:Oxigen = 1:2 i similars, amb cations de mida mitjana; cadenes que comparteixen costats d'octàedres» juntament amb els següents minerals: argutita, cassiterita, plattnerita, pirolusita, rútil, tripuhyita, tugarinovita, varlamoffita, byströmita, tapiolita-(Fe), tapiolita-(Mn), ordoñezita, akhtenskita, nsutita, ramsdel·lita, scrutinyita, ishikawaïta, ixiolita, samarskita-(Y), srilankita, itriocolumbita-(Y), calciosamarskita, samarskita-(Yb), ferberita, hübnerita, sanmartinita, krasnoselskita, heftetjernita, huanzalaïta, columbita-(Fe), tantalita-(Fe), columbita-(Mn), tantalita-(Mn), columbita-(Mg), qitianlingita, magnocolumbita, tantalita-(Mg), ferrowodginita, litiotantita, litiowodginita, titanowodginita, wodginita, ferrotitanowodginita, wolframowodginita, tivanita, carmichaelita, alumotantita i biehlita.

## Formació i jaciments
La paramontroseïta apareix en minerals sorrencs d'U-V de tipus de l'altiplà de Colorado sense oxidació. Es forma per deshidrogenació de la montroseita. Va ser descoberta a la mina Bitter Creek, al Comtat de Montrose (Colorado, Estats Units). També ha estat d'escrita als estats nord-americans d'Arizona, Arkansas, Dakota del Sud, Nou Mèxic, Utah i Wyoming; i a Anglaterra.
Sol trobar-se associada amb altres minerals com: montroseïta i corvusita.